# Sultanat de Tidore
1450 – 1904
Le sultanat de Tidore est un État princier d'Indonésie situé dans l'île de Tidore dans la province des Moluques du Nord. L'actuel sultan est Husein Sjah, intronisé en 2012.

## Histoire
Les Portugais notent une tradition de "quatre piliers", constitués par les quatre royaumes de Bacan, Jailolo (dans l'île de Halmahera), Ternate et Tidore, qui symbolisent l'unité et la complétude des Moluques. Ce monde est dominé par Ternate et Tidore, dont le réseau maritime et commerçant s'étend de Célèbes à la péninsule de Doberai à l'extrémité occidentale de la Nouvelle-Guinée.
On peut qualifier les relations entre Ternate et Tidore, deux îles séparées par un détroit d'à peine 1,6 kilomètre de largeur, d'"hostilité amicale". Cette relation se traduit par un partage des zones d'influence dans lequel Ternate forge des liens rituels, de mariage et économiques avec les îles situées au nord et à l'ouest, et Tidore avec celles au sud et à l'est.

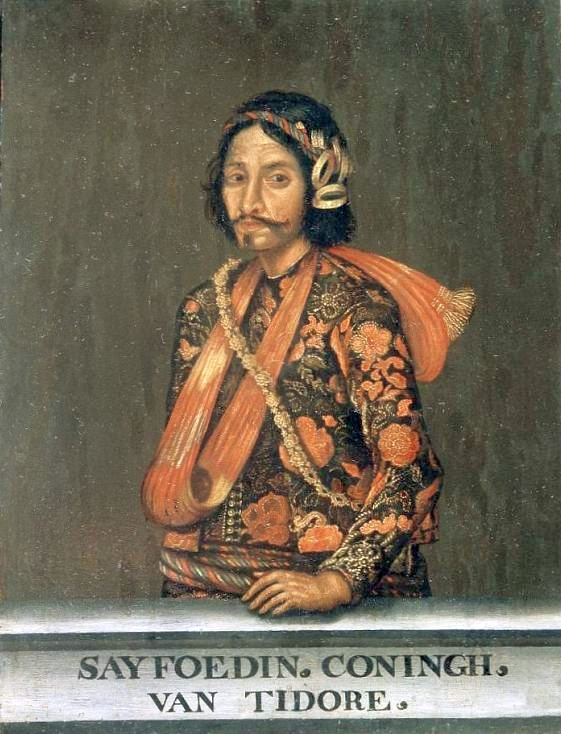
Le sultan Saifuddin (r. 1657-1689)

## Aujourd'hui
En Indonésie, certains princes peuvent jouer un rôle politique. Ainsi, le sultan Zainal Abidin Sjah (r. 1947-1967) a été le premier gouverneur de la province d'Irian Jaya (Nouvelle-Guinée occidentale), de 1956 à 1961.